# Ehwaz
*Ehwaz es el nombre protonórdico, reconstruido ligüísticamente, de una runa, ᛖ, del alfabeto futhark antiguo que representa a la e, y que significa caballo (con la misma raíz que las palabras Equus del latín,  ashva del sanskrito, aspa del avéstico y del irlandés antiguo ech). Siguió apareciendo en el alfabeto futhorc anglosajón, con el nombre de eh (quizás más propiamente eoh, pero se suele escribir sin el diptongo para no confundirla con la runa ēoh,  ᛇ, que tiene una "e" larga y significa tejo).
El sistema vocálico del protonórdico fue asimétrico e inestable. La diferencia existente entre las vocales largas expresadas por ehwaz y la ï expresada por īwaz no se conoce bien. Esta ambigüedad se incrementará en el futhark joven al desaparecer esta runa y pasar a representarse todas estas vocales con una sola letra. En el futhorc en cambio permanecieron todas las letras del runas del antiguo futhark, pero se les asignaron a los caracteres redundantes nuevos sonidos que aparecieron en el idioma, atribuyéndole a la ēoh el valor del diptongo eo. 
En el caso del alfabeto gótico, donde los nombres de las runas se volvió a aplicar a estas letras derivadas del alfabeto griego, la letra equivalente a ehwaz 𐌴 se llamaba aiƕus (que también significa caballo, representando la ortografía gótica ai el sonido /e/).

## Poema rúnico
El nombre de la runa aparece sólo en le poema rúnico anglosajón:
| Poema rúnico anglosajón: | Traducción: |
| Eh byþ for eorlum æþelinga wyn, hors hofum wlanc, ðær him hæleþ ymb[e] welege on wicgum wrixlaþ spræce and biþ unstyllum æfre frofur. | El caballo es la alegría de los príncipes en presencia de los guerreros, un corcel es el orgullo de sus cascos cuando los hombres ricos a lomos de su caballo intercambian palabras sobre ello y siempre una fuente de comodidad para el inquieto. |